# Luiz Felipe Fonteles
Luiz Felipe Marques Fonteles est un joueur brésilien de volley-ball né le 19 juin 1984 à Curitiba (Paraná). Il mesure 1,96 m et joue réceptionneur-attaquant. Il est international brésilien.

## Clubs
| Club                          | De        | À         |
| ----------------------------- | --------- | --------- |
| Banespa São Bernardo do Campo | 2002-2003 | 2002-2003 |
| Pallavolo Modène              | 2003-2004 | 2006-2007 |
| Panasonic Panthers            | 2007-2008 | 2008-2009 |
| Olympiakos Le Pirée           | 2009-2010 | 2009-2010 |
| Minas Tênis Clube             | 2010-2011 | 2010-2011 |
| RJ Vôlei                      | 2011-2012 | 2011-2012 |
| ZAKSA Kędzierzyn-Koźle        | 2012-2013 | 2012-2013 |
| Fenerbahçe Istanbul           | 2013-2014 | 2013-2014 |
| Funvic Taubaté                | 2014-     |           |

## Palmarès

### Club et équipe nationale
- Ligue mondiale
  - Finaliste : 2013
- Coupe du monde
  - Finaliste : 2003
- Jeux panaméricains (1)
  - Vainqueur : 2011
- Championnat d'Amérique du Sud (2)
  - Vainqueur : 2003, 2005
- Coupe de la CEV / Challenge Cup masculine (2)
  - Vainqueur : 2004, 2014
- Championnat de Pologne
  - Finaliste : 2013
- Championnat de Grèce (1)
  - Vainqueur : 2010
- Championnat du Japon (1)
  - Vainqueur : 2008
- Coupe de Pologne (1)
  - Vainqueur : 2013
- Coupe de Grèce
  - Finaliste : 2010
- Coupe du Japon (1)
  - Vainqueur : 2009
  - Finaliste : 2008

### Distinctions individuelles
- Meilleur attaquant de la Ligue des champions 2013
- Meilleur attaquant de la coupe de Pologne 2013